# Margaret Barbalet
Margaret Evelyn Barbalet (nascida em 1949) é uma romancista, historiadora e diplomata australiana.

## Biografia
Margaret Evelyn Hardy, ou Margaret Evelyn Barbalet, como ficou conhecida, nasceu em Adelaide, Sul da Austrália, Barbalet cresceu na Tasmânia . Ela completou um Master of Arts em história na Universidade de Adelaide em 1973.
Ela foi contratada para escrever uma história do Hospital Infantil de Adelaide para comemorar seu centenário. O livro foi lançado por Geoffrey Dutton em novembro de 1975. Seu segundo livro, Far from a Low Gutter Girl, foi baseado em parte em cartas de ex-distritos do Estado sobre suas queixas com o sistema.
A variety of mechanisms are devoted to ensuring that translators edit the initial translations appropriately. The translation editor tracks how much of the initial translation has been modified by the user, and defines different limits that either: prevent publishing, or warn users to encourage them to further review the contents.
Barbalet voltou-se então para a ficção, publicando romances e livros infantis intercalados com contos, três dos quais foram incluídos em Canberra Tales: Stories, publicado em 1988.
In this way, the tool makes it possible for users to make good use of an initial machine translation, while preventing the creation of lightly reviewed, low quality results. More detail is presented below about how these limits work, how they can be adjusted to the needs of each language, and how to measure the quality of the content produced with the tool.
Além de escrever, ela seguiu uma carreira variada, trabalhando como professora de história e funcionária pública. De 1990 a 2008 trabalhou para o Departamento de Relações Exteriores e Comércio, inclusive em Kuala Lumpur como segunda secretária do Alto Comissariado Australiano em 1996. Ela foi nomeada primeira secretária da Embaixada da Austrália nos Emirados Árabes Unidos de 2005 a 2008.
In this way, the tool makes it possible for users to make good use of an initial machine translation, while preventing the creation of lightly reviewed, low quality results. More detail is presented below about how these limits work, how they can be adjusted to the needs of each language, and how to measure the quality of the content produced with the tool.

## Publicações

### Não-ficção
- - The Adelaide Children's Hospital 1876–1976: A history, 1975
  - Far from a Low Gutter Girl: The forgotten world of state wards, South Australia, 1887–1940, 1983

### Romances
- - Blood in the Rain, 1986
  - Steel Beach, 1988
  - Lady, Baby, Gypsy, Queen, 1992
  - The Presence of Angels, 2001

### Livros de imagens
- - The Wolf, illustrated by Jane Tanner, 1991
  - Reggie: Queen of the Street, illustrated by Andrew McLean, 2003